# Crossogyna flexicaulis
Crossogyna flexicaulis là một loài rêu tản trong họ Jungermanniaceae. Loài này được (Nees) Schljakov miêu tả khoa học lần đầu tiên năm 1975.